# Ашкенази, Шмуэль
Шмуэль Ашкенази (ивр. שמואל אשכנזי‎; род. 11 января 1941, Тель-Авив) — израильский скрипач и педагог.

## Биография
Впервые выступил на концертной сцене в восьмилетнем возрасте. Учился в Тель-Авивской музыкальной академии у Илоны Фехер, затем с 1956 года занимался у Ефрема Цимбалиста в Кёртисовском институте музыки (Филадельфия). Лауреат ряда национальных и международных конкурсов; в частности, в 1959 году занял пятое место на Конкурсе имени королевы Елизаветы, а в 1962 году разделил второе место на Международном конкурсе имени П. И. Чайковского.
В 1969 года Ашкенази был приглашён возглавить струнный Квартет Вермеера при Университете Северного Иллинойса в Де-Калбе и занимал пульт примариуса до 2007 года, сотрудничая с университетом как музыкант-резидент и преподаватель. Преподавал также в Бард-колледже и Кёртисовском институте. Среди его учеников, в частности, Хосеп Коломе.
Как солист записал оба скрипичных концерта Николо Паганини с Венским симфоническим оркестром (дирижёр Хериберт Эссер) — по мнению критики, легко и уверенно преодолевая технические трудности этих сочинений, среди других записей Ашкенази 5-й скрипичный концерт Вольфганга Амадея Моцарта.